# Linares de la Sierra
Linares de la Sierra ist ein Ort und eine Gemeinde (municipio) mit 275 Einwohnern (Stand: 2024) im Nordosten der südspanischen Provinz Huelva in der Autonomen Gemeinschaft Andalusien.

## Lage
Linares de la Sierra liegt auf einer Anhöhe im Naturpark der Sierra de Aracena etwa gut 90 km (Fahrtstrecke) nordnordöstlich der Hafenstadt Huelva in einer Höhe von ca. 505 m.
Das Klima im Winter ist gemäßigt, im Sommer dagegen warm bis heiß; die geringen Niederschlagsmengen (ca. 571 mm/Jahr) fallen – mit Ausnahme der nahezu regenlosen Sommermonate – verteilt übers ganze Jahr.

## Bevölkerungsentwicklung
| Jahr      | 1970 | 1980 | 1990 | 2000 | 2010 | 2020 |
| Einwohner | 398  | 314  | 283  | 290  | 294  | 271  |

Der deutliche Bevölkerungsrückgang in der zweiten Hälfte des 20. Jahrhunderts ist im Wesentlichen auf die Mechanisierung der Landwirtschaft und den damit einhergehenden Verlust an Arbeitsplätzen zurückzuführen.

## Sehenswürdigkeiten
- Johannes-der-Täufer-Kirche (Iglesia de San Juan Bautista)

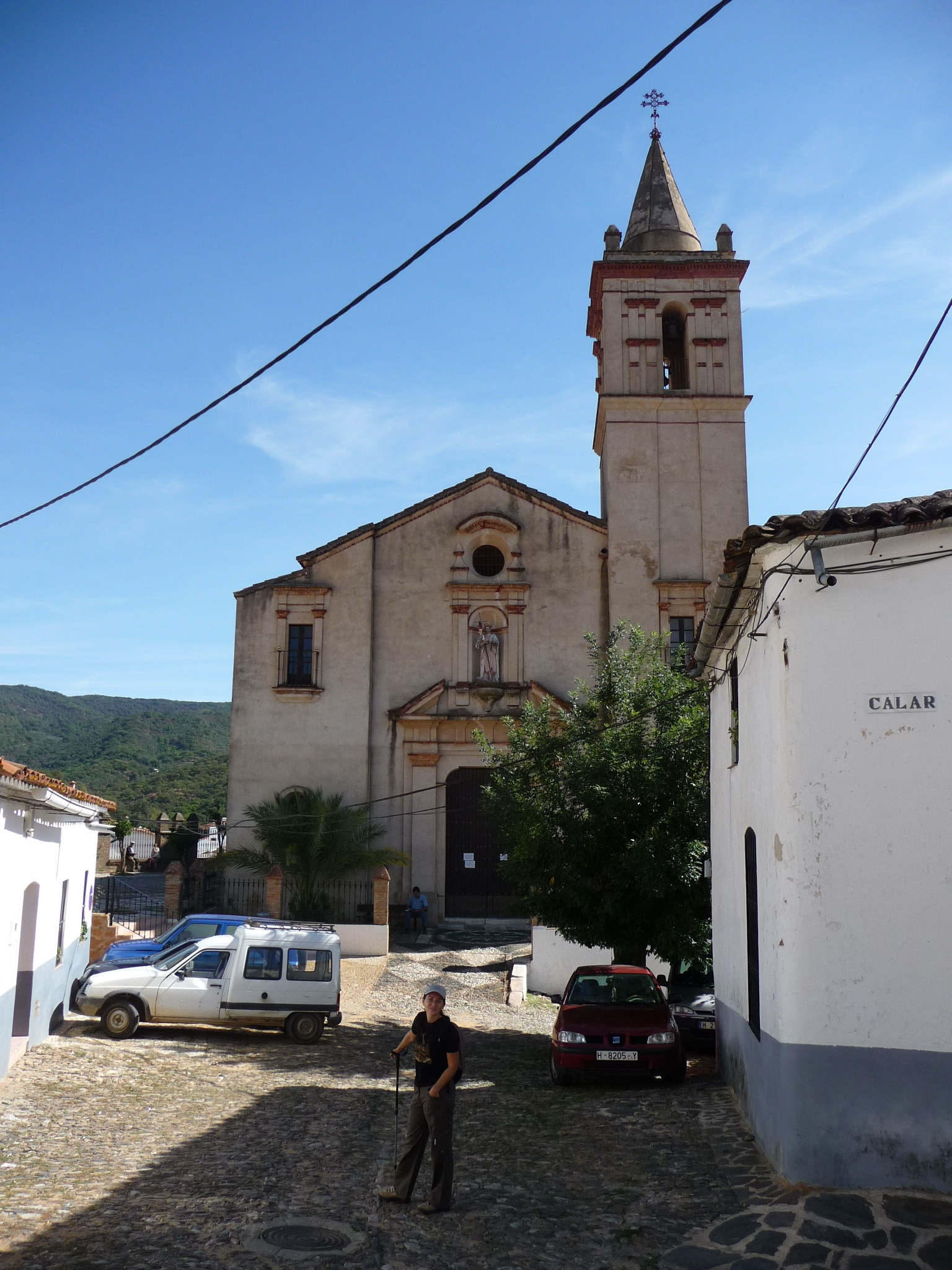
Johannes-der-Täufer-Kirche